# Saint-Brieuc
Saint-Brieuc (en bretón: Sant-Brieg) es una ciudad y comuna francesa de Bretaña que se sitúa entre las ciudades de Rennes y Brest, las dos más grandes de la región. Es la capital del departamento de Costas de Armor.

## Demografía
| 7 335 | 8 394 | 9 000 | 9 956 | 12 484 | 11 313 | 13 239 | 12 813 | 14 888 | 15 341 | 15 812 | 15 253 | 16 355 | 17 833 | 19 240 | 19 948 | 21 665 | 22 198 | 23 041 | 23 945 | 24 511 | 26 043 | 28 320 | 31 640 | 36 674 | 37 670 | 43 142 | 50 281 | 52 559 | 48 563 | 44 752 | 46 087 | 46 178 | 45 936 |
| Para los censos de 1962 a 1999 la población legal corresponde a la población sin duplicidades (Fuente: INSEE [Consultar]) |       |       |       |        |        |        |        |        |        |        |        |        |        |        |        |        |        |        |        |        |        |        |        |        |        |        |        |        |        |        |        |        |        |

## Personas destacadas
- Auguste Villiers de L'Isle-Adam, escritor.
- Yelle, cantante de electropop.
- Francis Renaud (1887-1973), escultor.
- Emmanuel Lepage, historietista.
- Sébastien Hinault, ciclista.